# José María Bakero Escudero
José Maria Bakero Escudero, més conegut com a José Mari Bakero, o simplement Bakero (Goizueta, Navarra, 11 de febrer del 1963), és un exfutbolista professional basc. Jugà en diverses posicions durant la seva carrera, que s'inicià a la Reial Societat de Sant Sebastià, assolí els majors anys d'èxits com a capità del Dream Team del FC Barcelona i finalitzà a un equip de Veracruz, a Mèxic. Va ser internacional amb la selecció espanyola. Posteriorment, ha fet d'entrenador de futbol. Actualment és responsable del futbol formatiu professional del Barça conjuntament amb l'exjugador del també club blaugrana Guillermo Amor.

## Biografia

### Club

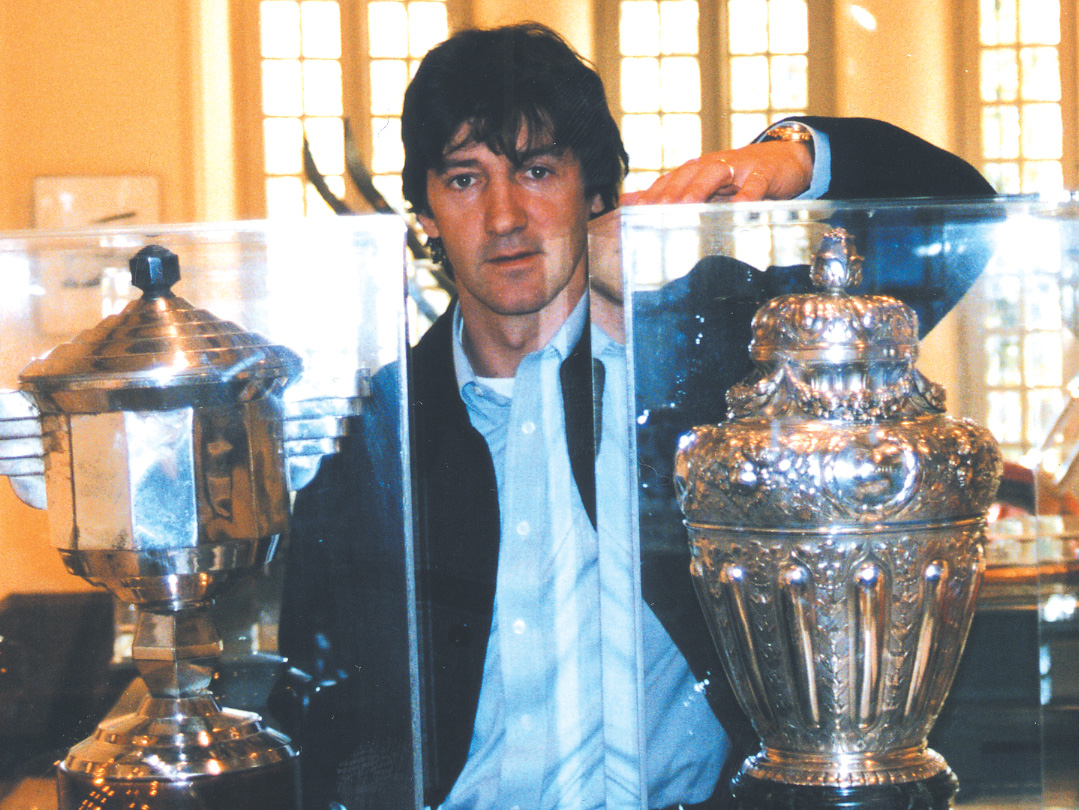
José Maria Bakero Escudero

Va néixer a Goizueta (Navarra) el dia 11 de febrer del 1963, en una família nombrosa. De petit volia ser pilotari, però aviat es decantà pel futbol i jugà a les categories inferiors de la Reial Societat de Sant Sebastià, on debutà a primera divisió, amb només 17 anys. Durant 8 anys (entre 1980 i 1988) va formar part del mític equip que va aconseguir dues lligues espanyoles, els anys 1981 i 1982 amb jugadors tan importants com Luis Arconada, Jesús Mari Zamora, Aitor Begiristain o Satrústegui.
Va començar jugant com a davanter centre i va acabar com a centrecampista o mitjapunta, sempre amb una clara vocació ofensiva. No era un golejador nat, però sempre va anar aconseguint un bon nombre de gols per temporada, gràcies a la seva forta rematada, tant amb la cama dreta com de cap. Es va guanyar l'estima de l'afició, tant de la Reial Societat com del FC Barcelona, gràcies a la seva capacitat de lluita, el seu esforç infatigable i la seva marcada personalitat, que el convertien en tot un líder sobre el terreny de joc.
Amb 25 anys, el 1988, va fitxar pel FC Barcelona de Johan Cruyff, on va arribar a estar acompanyat de molts altres jugadors bascos (Andoni Zubizarreta, Txiki Begiristain, López Rekarte, Julio Salinas o Goiko) per formar la base d'un dels millors equips de la història, el posteriorment denominat Dream Team, que durant quatre anys va dominar totalment el futbol espanyol i va disputar cinc finals europees. Amb el FC Barcelona van arribar els millors èxits de la seva carrera com a futbolista.
Cal destacar també que la seva intervenció va ser decisiva en el triomf del FC Barcelona a la Copa d'Europa 1991-92, quan va marcar en la tornada dels vuitens de final disputats davant el Kaiserslautern el gol que va donar a l'equip el passi a la següent fase i que sense el qual el club blaugrana no hagués estat a la final. Fou titular a la final de la Copa d'Europa de 1992 que el Barça va guanyar a l'Estadi de Wembley de Londres el 20 de maig de 1992, la primera Copa d'Europa del Barça i un partit que marcaria la història del club.
Entre 1988 i 1997 disputà 329 partits en 9 temporades. Els títols aconseguits amb el FC Barcelona foren:
- 4 lligues: 1990-1991, 1991-1992, 1992-1993 i 1993-1994.
- 1 Copa d'Europa: 1991-1992.
- 2 Recopa d'Europa: 1989 i 1997.
- 1 Supercopa d'Europa de futbol: 1993.
- 5 Supercopa d'Espanya de futbol: 1988, 1991, 1992, 1994 i 1996.
- 2 Copes el Rei: 1987 i 1990.

Un cop deixà el Barça, es va retirar del futbol després d'un breu pas pel futbol mexicà al Club Deportivo Tiburones Rojos de Veracruz.
És, amb 489 partits, i empatat amb Eusebio, el quart jugador que més partits oficials ha disputat en la història de la Lliga, tan sols per darrere d'Andoni Zubizarreta, Buyo i Manolo Sanchís.

### Internacional
Va ser internacional amb la selecció espanyola en 30 ocasions, i hi va marcar 7 gols. Debutà a Sevilla el 14 d'octubre del 1987.
També va ser internacional la selecció de futbol del País Basc.

### Tècnic
Ja retirat com a jugador, va iniciar la carrera d'entrenador com a ajudant de Llorenç Serra Ferrer i de Louis van Gaal en el Barça. Després d'un breu període en el qual va exercir el càrrec d'assessor esportiu de la Generalitat de Catalunya i comentarista en diversos mitjans de comunicació, es va iniciar com a primer entrenador en solitari al Màlaga B, filial del Málaga Club de Fútbol, que militava en la Segona Divisió espanyola, a mitjan temporada 2004-2005 i aconseguint la permanència de l'equip.
L'agost del 2005 entrà com a Director esportiu de la Reial Societat i posteriorment, el març del 2006, va ocupar el càrrec d'entrenador, aconseguint la permanència de l'equip a Primera divisió.
El 26 d'octubre del 2006 fou destituït com a entrenador del club, a causa de la mala sèrie de resultats de l'equip, que ocupava l'última posició en la classificació de Primera divisió.
El 31 d'octubre del 2007, entrà al València Club de Futbol com a segon entrenador de Ronald Koeman. El 21 d'abril del 2008 foren cessats dels seus càrrecs pels mals resultats. El 10 de novembre de 2009, més d'un any després de la seva última feina, va signar amb Polonia Warszawa, de nou com a primer entrenador.
Tot i que l'equip anava última a la lliga en aquell moment, no només va aconseguir la permanència; també va guanyar el derbi amb el Legia per primer cop en deu anys; el van destituir el 13 de setembre de 2010 després de patir la primera derrota de la temporada.
Bakero va signar amb un altre club de la Ekstraklasa el 3 de novembre de 2010, el Lech Poznań. En el seu debut oficial, va dirigir l'equip en una victòria per 3 a 1 contra el Manchester City FC a la Fase de grups de la Lliega Europa.
El 25 de febrer de 2012, després d'una derrota per 0 a 3 davant el Ruch Chorzów, Bakero va ser destituit de les seves funcions. El 2013 es va traslladar a l'Amèrica del Sud per entrenar al Peruà Club Juan Aurich, essent acomiadat al setembre d'aquest any a causa dels pobres resultats.
El 2015, el club Deportivo La Guaira de Veneçuela va contractar Bakero com a director tècnic interí, per ajudar el nou personal tècnic mitjançant sessions de formació. Va tornar a Barcelona el 10 de juliol del 2017, com a responsable de l'acadèmia juvenil juntament amb el seu excompany d'equip Guillermo Amor.

## Clubs
| Club                        | País      | Any       |
| --------------------------- | --------- | --------- |
| Reial Societat              | País Basc | 1980-1988 |
| FC Barcelona                | Catalunya | 1988-1996 |
| Tiburones Rojos de Veracruz | Mèxic     | 1997      |

## Palmarès

### Campionats estatals
| Títol        | Club           | País      | Any  |
| ------------ | -------------- | --------- | ---- |
| Lliga        | Reial Societat | País Basc | 1981 |
| Lliga        | Reial Societat | País Basc | 1982 |
| Supercopa    | Reial Societat | País Basc | 1982 |
| Copa del Rei | Reial Societat | País Basc | 1987 |
| Copa del Rei | FC Barcelona   | Catalunya | 1990 |
| Copa del Rei | FC Barcelona   | Catalunya | 1997 |
| Lliga        | FC Barcelona   | Catalunya | 1991 |
| Lliga        | FC Barcelona   | Catalunya | 1992 |
| Lliga        | FC Barcelona   | Catalunya | 1993 |
| Lliga        | FC Barcelona   | Catalunya | 1994 |
| Supercopa    | FC Barcelona   | Catalunya | 1991 |
| Supercopa    | FC Barcelona   | Catalunya | 1992 |
| Supercopa    | FC Barcelona   | Catalunya | 1994 |
| Supercopa    | FC Barcelona   | Catalunya | 1996 |

### Trofeus internacionals
| Títol                        | Equip        | País      | Any  |
| ---------------------------- | ------------ | --------- | ---- |
| Recopa d'Europa              | FC Barcelona | Catalunya | 1989 |
| Lliga de Campions            | FC Barcelona | Catalunya | 1992 |
| Supercopa d'Europa de futbol | FC Barcelona | Catalunya | 1993 |
| Recopa d'Europa              | FC Barcelona | Catalunya | 1997 |

## Participacions en Copes del Món
| Mundial                        | Selecció | Resultat         |
| ------------------------------ | -------- | ---------------- |
| Copa del Món de Futbol de 1990 | Espanya  | Vuitens de final |
| Copa del Món de Futbol de 1994 | Espanya  | Quarts de final  |